# Paul Bräunlich (Theologe)
Paul Bräunlich, eigentlich Paul Braeunlich, (* 19. Juni 1866 in Hohenölsen; † 21. Juni 1946 in Bad Sulza) war ein deutscher evangelischer Theologe und Schriftsteller.
Bräunlich studierte Theologie in Jena und Berlin, wobei die Studienzeit in Jena für ihn prägend war. Zu seinen Lehrern zählten Friedrich Nippold und Richard Adelbert Lipsius. Nach seinem Studium wurde er 1891 Pfarrer und war eine Reihe von Jahren Generalsekretär des Evangelischen Bundes. Im Jahr 1898 promovierte Bräunlich in Jena. Sein letzter Lebens- und Wirkungsort war Bad Sulza. Er befasste sich mit weltanschaulichen Themen und brachte seine Ansichten über Leo Taxil (Pseudonym für Gabriel Jogand-Pages,
1854–1907) zur Publikation. Sein Buch über Die deutschen Katholikentage (1910) wurde in der liberalen Presse als Beweis für die Tatsache, dass die Katholikentage „verschleierte Parteitage“ der Zentrumspartei sind und somit eine für den Ultramontanismus charakteristische „Verquickung von Religion und Politik“ darstellen, begrüßt.

## Werke (Auswahl)
- Bilder aus dem Heiligen Lande, 1898.
- Meine Ausweisung aus Österreich, 1905.
- Leo Taxils Teufelsschwindel. Die Folgen einer päpstlichen Enzyklika, 1910.
- Mein Kriegsfreiwilliger. Briefe und Tagebuchblätter eines in Rußland gefallenen deutschen Studenten, hg. von seinem Vater, 1915.
- Kurländischer Frühling im Weltkrieg. Persönliche Eindrücke, 1917.
- Rumänische Stimmungsbilder, 1920.
- Leo Taxils weltgeschichtlich denkwürdige Schelmenstreiche, 3 Bde., 1924–1926.